# Kirche Müllrose

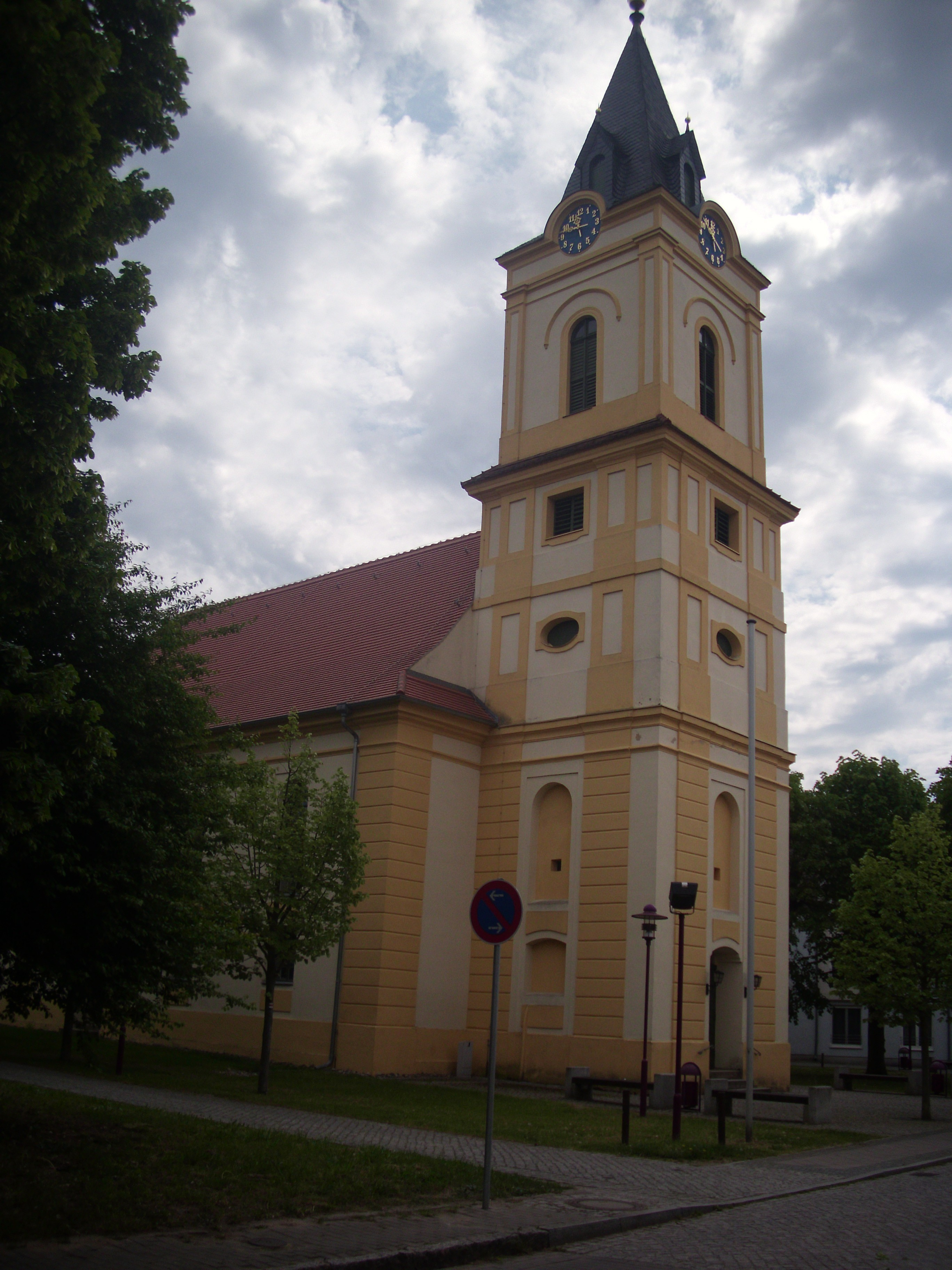
Kirche Müllrose

Die Kirche Müllrose ist eine Kirche in der Stadt Müllrose im Landkreis Oder-Spree in Brandenburg. Sie gehört zum Kirchenkreis Oderland-Spree der Evangelischen Kirche Berlin-Brandenburg-schlesische Oberlausitz.

## Gebäude und Geschichte
Die Kirche von 1747 ist als rechteckiger Putzbau mit Zeltdach gestaltet. Barocke und klassizistische Stilelemente treffen in dieser Kirche aufeinander, da Teile der vorherigen Kirche in den Bau einbezogen wurden. Im Osten befindet sich ein kleiner Anbau.
Der dreigeschossige Turm ist nach Westen gerichtet und 35 Meter hoch. Der Spitzhelm mit Schieferschindeln wurde im Jahre 1875 aufgesetzt, die Spitze besteht aus Kugel, Wetterfahne und einem Stern. Die Wetterfahne trägt die Jahreszahlen 1746 und 2001. Diese Zahlen sollen an die Sanierungsjahre der Kirche erinnern. Der Turm selbst hat nach allen Seiten gerichtete Schallöffnungen, um den Klang der drei Glocken weit erschallen zu lassen. Es gibt eine Bronzeglocke des Glockengießers Jonas Paulus Zweitinger aus Berlin von 1751. Die anderen beiden Glocken von 1959 bestehen aus Stahl.
1905 wurde die Kirche durch einen Blitzschlag beschädigt, im Zweiten Weltkrieg erhielt der Kirchturm einen Granattreffer, durch welchen die Kirchturmuhr stehen blieb.
Zwischen 2003 und 2006 erfolgte die Komplettsanierung der Kirche Müllrose.

## Innenausstattung
Der Kanzelaltar stammt aus der Zeit um 1770. Kreuz und Leuchter stammen aus der zweiten Hälfte des 18. Jahrhunderts, die schmiedeeisernen Leuchter an den Seiten entstanden in der zweiten Hälfte des 19. Jahrhunderts. Von 1981 bis 1983 wurde die Marmorisierung der Brüstungsfelder und der tragenden toskanischen Säulen erneuert.
Seitlich des Altars finden sich die Bildnisse des Heiligen Jacobus und des Heiligen Andreas in Schnitzrahmen. Diese Gemälde wurden 1885 vom Mühlenbesitzer und Kirchenvorsteher Oskar Schmidt gestiftet. Bis Anfang 2002 wurden sie umfassend restauriert. Vor dem Altar findet sich eine achteckige hölzerne Taufe aus der Zeit um 1746. Die Emporen umlaufen die Nord-, Süd- und Westwand.
Auf der Westempore findet sich auf einem Rokoko-Prospekt die gestiftete Orgel von 1772. Vermutlich wurde sie von dem Orgelbauer Gottlieb Scholtze aus Ruppin eingebaut. Zur Metallgewinnung entfernte man im Ersten Weltkrieg die Orgelpfeifen, daher wurde die Orgel 1929 von dem Orgelbauer Gustav Heinze, Sorau vollständig überarbeitet und erhielt mit den neuen Pfeifen einen romantischen Klang. Sie hat zwei Manuale, ein Pedal und 25 Register. Die Sanierung aus dem Jahre 1992 führte die Firma Orgelbau Sauer durch. Nach einer weiteren Restauration in den Jahren 2003 und 2004 durch die Firma Sauer erfolgte die erneute Orgelweihe am zweiten Advent 2004.
An den Wänden der Kirche finden sich Gedenktafeln für die Gefallenen der Gemeinde und ein Gemälde des Johann Gottfried Felbinger, dem Stifter der Orgel. Bekannt als Bildnis mit Mohren. Das Gemälde wurde bereits 1910 von einem Restaurator aus Jüterbog, und 1947 von einem Müllroser Malermeister restauriert. 2005 erfolgte eine vollständige Sanierung des Bildes durch die Restauratoren Martina Dürrschmidt und Falk Petermann aus Großräschen.
Zur Geschichte der Orgelstiftung:
Johann Gottlieb Felbinger war als junger Mann aus Müllrose geflohen, um der Rekrutierung zu entgehen. Sein Interesse galt der Chirurgie, im Ausland konnte er diesen Beruf erlernen und so reiste er als Chirurg per Schiff nach Holländisch-Guyana und kam dort zu einigem Vermögen. Als Kriminalgerichtsrat wurde er Botschafter für das preußische Königshaus in Paramaribo. Als er 72-jährig starb, hinterließ er aus seinem Vermögen 2000 holländische Gulden, welche für die Orgel in Müllroses Kirche gestiftet werden sollten. Aus Dankbarkeit hängten die Müllroser ein Gemälde auf, welches den Stifter der Orgel und seinen Diener, einen Mohren, darstellt.

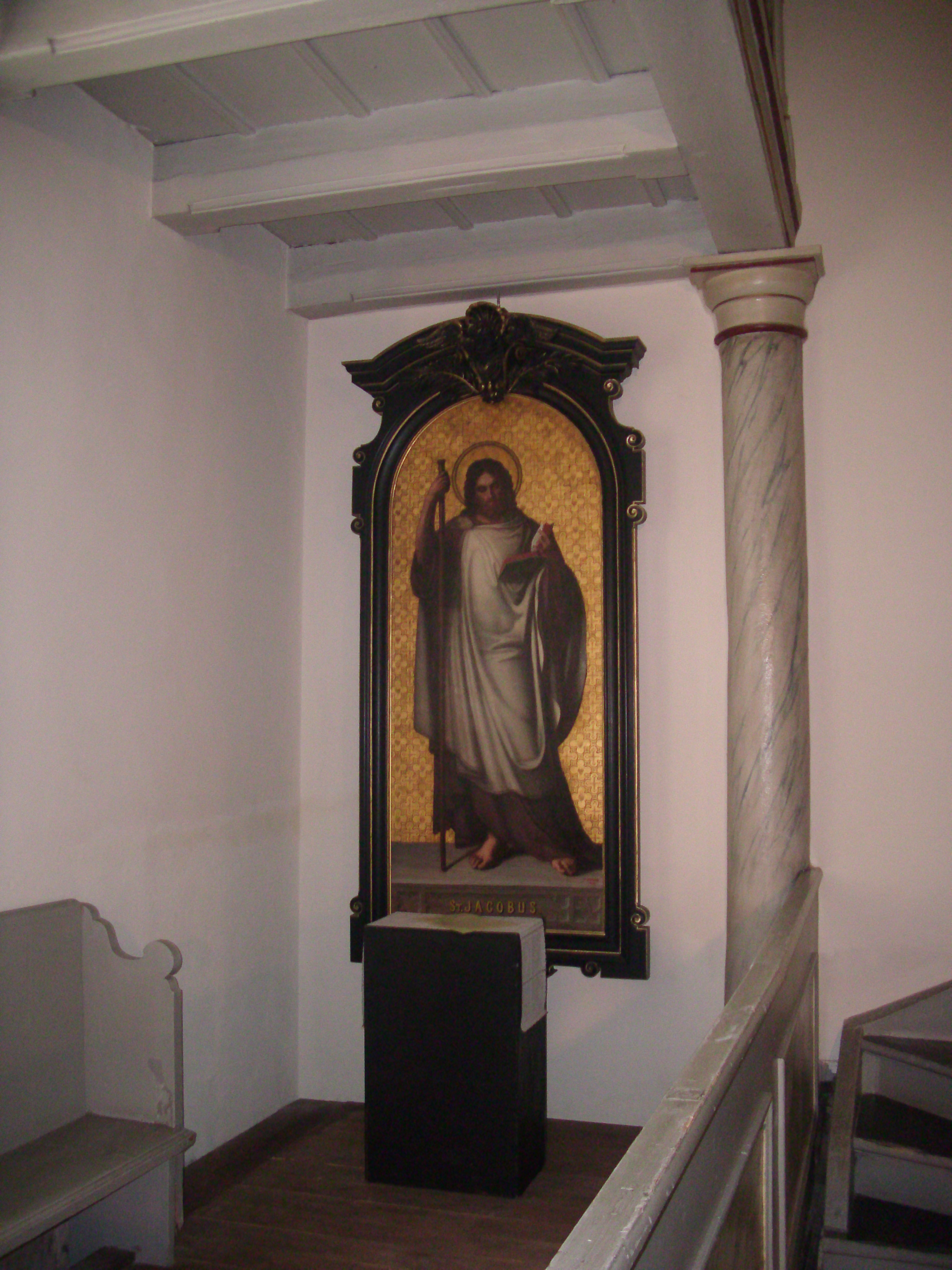
Bildnis des Heiligen Jacobus d. J. im Schnitzrahmen
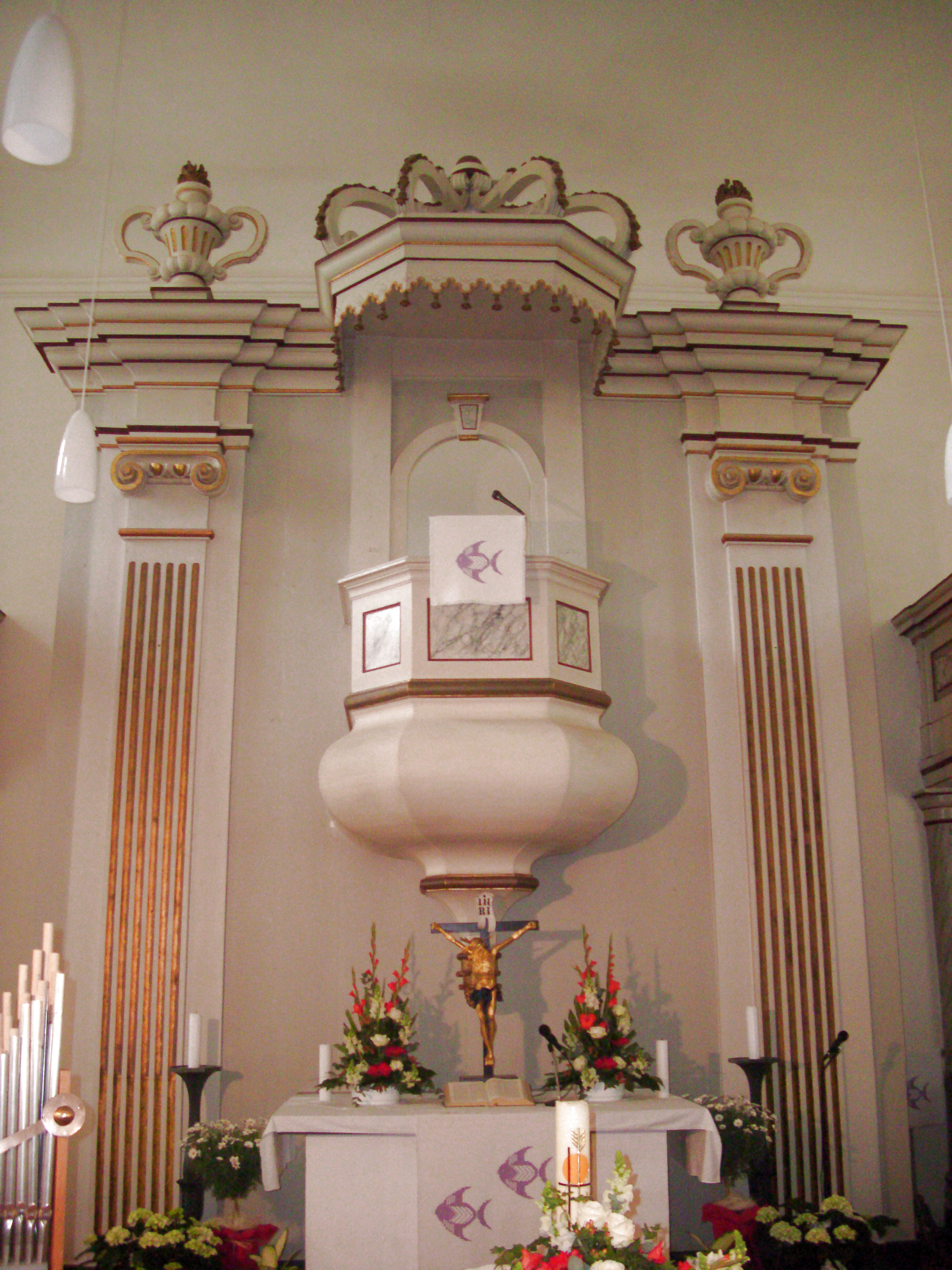
Der Altar der Kirche
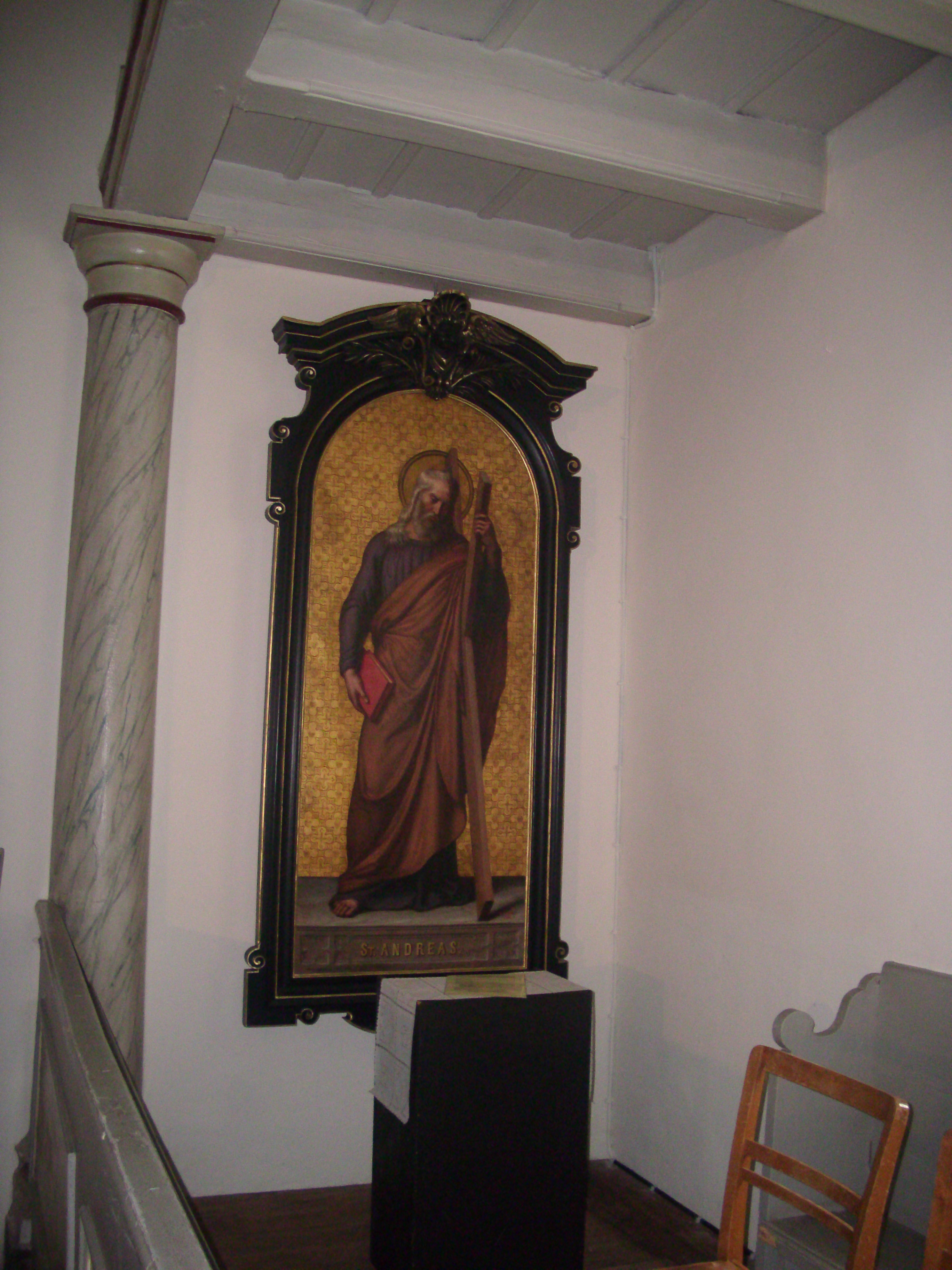
Bildnis des Heiligen Andreas im Schnitzrahmen
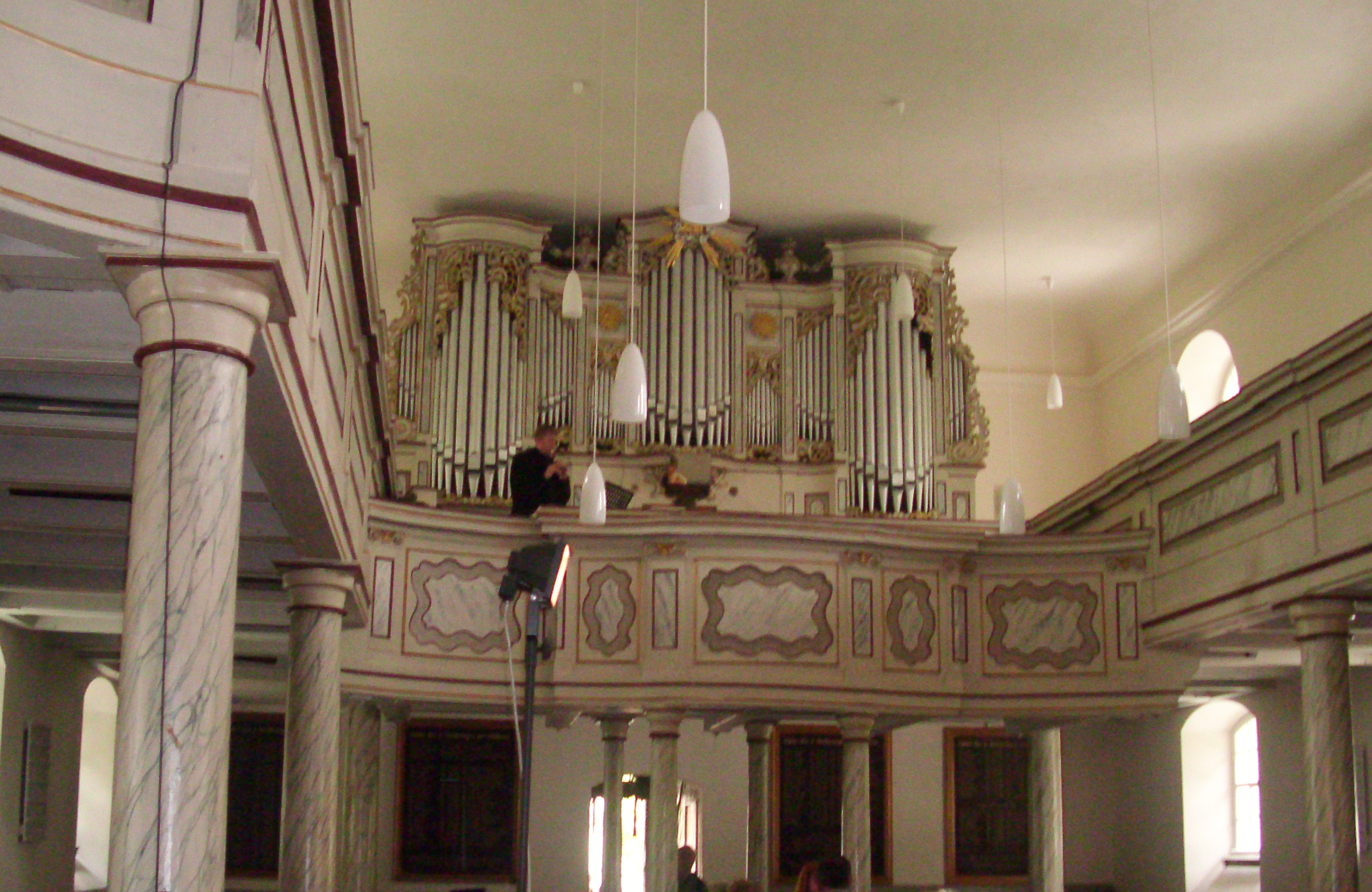
Orgel auf der Westempore